# Югославия на Средиземноморских играх
Югославия принимала участие в Средиземноморских играх с 1951 по 1991 годы (кроме Игр 1955 года).
На всех Играх спортсмены Югославии завоевали всего 514 медалей, из них 191 золотую, в командном медальном зачёте (после Игр 2022 года) Югославия занимает 6-е место.
В результате постепенного распада Югославии в 1990-х и 2000-х годах на несколько стран спортсмены с этих территорий стали в дальнейшем выступать на Средиземноморских играх в составе делегаций образовавшихся государств — Боснии и Герцеговины, Северной Македонии, Сербии, Словении, Хорватии, Черногории; на Играх 1997—2005 годов выступала команда Сербии и Черногории (указывалась также под названием «FR Yugoslavia» — «Федеративная Республика Югославия»).

## Медальный зачёт
| Год              | Кол-во спортсменов | Золото         | Серебро        | Бронза         | Всего          | Место          |
| Александрия 1951 | 17                 | 3              | 5              | 7              | 15             | 6              |
| 1955             | не участвовали     | не участвовали | не участвовали | не участвовали | не участвовали | не участвовали |
| Бейрут 1959      | 42                 | 11             | 9              | 8              | 28             | 5              |
| Неаполь 1963     | 126                | 6              | 8              | 8              | 22             | 4              |
| Тунис 1967       |                    | 15             | 16             | 5              | 36             | 2              |
| Измир 1971       | 161                | 27             | 25             | 26             | 78             | 2              |
| Алжир 1975       | 300                | 24             | 17             | 23             | 64             | 3              |
| Сплит 1979       | 409                | 56             | 38             | 33             | 127            | 1              |
| Касабланка 1983  | 211                | 16             | 18             | 19             | 53             | 4              |
| Латакия 1987     | 95                 | 17             | 19             | 17             | 53             | 2              |
| Афины 1991       | 185                | 16             | 13             | 9              | 38             | 5              |
| Всего            | Всего              | 191            | 168            | 155            | 514            | 6              |

Рамкой выделены Игры, когда Югославия являлась страной проведения Игр.